# Spilobotys leonina
Spilobotys leonina là một loài bướm đêm trong họ Noctuidae.